# Beverley Whitfield
Beverley Whitfield (n. 15 iunie 1954, Wollongong, Noul Wales de Sud, Australia – d. 20 august 1996, City of Shellharbour⁠(d), Noul Wales de Sud, Australia) a fost o înotătoare ce a reprezentat Australia, medaliată olimpică. A participat la o ediție a Jocurilor Olimpice (1972) în care a câștigat două medalii de aur și o medalie de bronz.